# NSWRL 1982
Die NSWRL 1982 war die 75. Saison der New South Wales Rugby League Premiership, der ersten australischen Rugby-League-Meisterschaft. Den ersten Tabellenplatz nach Ende der regulären Saison belegten die Parramatta Eels. Diese gewannen im Finale 21:8 gegen die Manly-Warringah Sea Eagles und gewannen damit die NSWRL zum zweiten Mal.
1982 wurden mit den Illawarra Steelers und den Canberra Raiders zwei neue Mannschaften aufgenommen, wodurch sich die Anzahl der Mannschaften auf 14 erhöhte.

## Tabelle
|      | Team                          | Spiele | Siege | Unent. | Ndlg. | Spiel- punkte | Diff. | Tabellen- punkte |
| ---- | ----------------------------- | ------ | ----- | ------ | ----- | ------------- | ----- | ---------------- |
| 01.  | Parramatta Eels               | 26     | 21    | 0      | 5     | 619:242       | + 377 | 42               |
| 02.  | Manly-Warringah Sea Eagles    | 26     | 17    | 0      | 9     | 530:411       | + 119 | 34               |
| 03.  | North Sydney Bears            | 26     | 16    | 1      | 9     | 399:360       | + 39  | 33               |
| 04.  | Eastern Suburbs Roosters      | 26     | 15    | 2      | 9     | 437:304       | + 133 | 32               |
| 05.  | Western Suburbs Magpies       | 26     | 16    | 0      | 10    | 412:349       | + 63  | 32               |
| 06.  | South Sydney Rabbitohs        | 26     | 14    | 1      | 11    | 395:400       | - 5   | 29               |
| 07.  | Newtown Jets                  | 26     | 13    | 2      | 11    | 406:309       | + 97  | 28               |
| 08.  | Cronulla-Sutherland Sharks    | 26     | 13    | 1      | 12    | 400:336       | + 64  | 27               |
| 09.  | Canterbury-Bankstown Bulldogs | 26     | 12    | 3      | 11    | 399:361       | + 38  | 27               |
| 010. | St. George Dragons            | 26     | 11    | 2      | 13    | 408:402       | + 6   | 24               |
| 011. | Balmain Tigers                | 26     | 10    | 1      | 15    | 383:427       | - 44  | 21               |
| 012. | Penrith Panthers              | 26     | 7     | 1      | 18    | 375:441       | - 66  | 15               |
| 013. | Illawarra Steelers            | 26     | 6     | 0      | 20    | 344:572       | - 228 | 12               |
| 014. | Canberra Raiders              | 26     | 4     | 0      | 22    | 269:862       | - 593 | 8                |

## Playoffs

### Ausscheidungs/Qualifikationsplayoffs
| 4. September | Eastern Suburbs Roosters | 11 : 7 | Western Suburbs Magpies | Sydney Cricket Ground, Sydney Zuschauer: 21.167 Schiedsrichter: Jack Danzey |
| 4. September | (6:0) Bericht            |        |                         | Sydney Cricket Ground, Sydney Zuschauer: 21.167 Schiedsrichter: Jack Danzey |

| 5. September | Manly-Warringah Sea Eagles | 26 : 3 | North Sydney Bears | Sydney Cricket Ground, Sydney Zuschauer: 24.690 Schiedsrichter: John Gocher |
| 5. September | (10:3) Bericht             |        |                    | Sydney Cricket Ground, Sydney Zuschauer: 24.690 Schiedsrichter: John Gocher |

| 11. September | Eastern Suburbs Roosters | 12 : 10 | North Sydney Bears | Sydney Cricket Ground, Sydney Zuschauer: 19.566 Schiedsrichter: Jack Danzey |
| 11. September | Bericht                  |         |                    | Sydney Cricket Ground, Sydney Zuschauer: 19.566 Schiedsrichter: Jack Danzey |

| 12. September | Manly-Warringah Sea Eagles | 20 : 0 | Parramatta Eels | Sydney Cricket Ground, Sydney Zuschauer: 31.604 Schiedsrichter: John Gocher |
| 12. September | (9:0) Bericht              |        |                 | Sydney Cricket Ground, Sydney Zuschauer: 31.604 Schiedsrichter: John Gocher |

### Halbfinale
| 19. September | Parramatta Eels | 33 : 0 | Eastern Suburbs Roosters | Sydney Cricket Ground, Sydney Zuschauer: 24.637 Schiedsrichter: John Gocher |
| 19. September | (16:0) Bericht  |        |                          | Sydney Cricket Ground, Sydney Zuschauer: 24.637 Schiedsrichter: John Gocher |

### Grand Final
| 26. September | Parramatta Eels                                                  | 21 : 8         | Manly-Warringah Sea Eagles                    | Sydney Cricket Ground, Sydney Zuschauer: 52.186 Schiedsrichter: John Gocher |
| 26. September | Versuche: Kenny (2), Ella, Grothe, Hunt Erhöhungen: Cronin (3/5) | (16:3) Bericht | Versuche: Blake, Boyd Erhöhungen: Eadie (1/2) | Sydney Cricket Ground, Sydney Zuschauer: 52.186 Schiedsrichter: John Gocher |

| 1                  | Paul Taylor     |
| 2                  | Neil Hunt       |
| 3                  | Mick Cronin     |
| 4                  | Steve Ella      |
| 5                  | Eric Grothe     |
| 6                  | Brett Kenny     |
| 7                  | Peter Sterling  |
| 8                  | Ray Price       |
| 9                  | Steve Sharp     |
| 10                 | John Muggleton  |
| 11                 | Chris Phelan    |
| 12                 | Steve Edge      |
| 13                 | Geoff Bugden    |
| Auswechselspieler: |                 |
| 14                 | Peter Wynn      |
| 17                 | Gary Martine    |
| 19                 | Mark Laurie     |
| 21                 | Steve Halliwell |

| 1                  | Graham Eadie  |
| 2                  | John Ribot    |
| 3                  | Chris Close   |
| 4                  | Michael Blake |
| 5                  | Phil Carey    |
| 6                  | Alan Thompson |
| 7                  | Phil Blake    |
| 8                  | Paul McCabe   |
| 14                 | Les Boyd      |
| 10                 | Paul Vautin   |
| 11                 | Terry Randall |
| 12                 | Ray Brown     |
| 13                 | Geoff Gerard  |
| Auswechselspieler: |               |
| 9                  | Bruce Walker  |
| 15                 | Max Krilich   |
| 18                 | Ian Thomson   |